# Pheroliodes roblensis
Pheroliodes roblensis är en kvalsterart som beskrevs av Covarrubias 1968. Pheroliodes roblensis ingår i släktet Pheroliodes och familjen Pheroliodidae. Inga underarter finns listade i Catalogue of Life.